# Исмаил, Набауи
Мохаммед Набауи Исмаил (араб. النبوي إسماعيل‎; 1925, Каир — 2009, Каир) — египетский генерал и государственный деятель, министр внутренних дел АРЕ в 1977—1982. Сторонник и активный проводник политики президента Анвара Садата. Руководил политическими репрессиями против исламистского подполья и других противников Садата. Находился на трибуне рядом с президентом при убийстве Садата 6 октября 1981. Некоторое время занимал пост вице-премьера при президенте Хосни Мубараке. После отставки отошёл от политики.

## Сотрудник полиции и госбезопасности
Родился в Дарб-аль-Ахмар, районе традиционного проживания каирской бедноты. В 1946 окончил полицейское училище
. Служил в египетской полиции на различных должностях. В 1952—1953 Набауи Исмаил поддержал Июльскую революцию и свержение монархии, стал сторонником Гамаля Абделя Насера.
Поступил на службу в Мухабарат. Специализировался на борьбе против каирской оргпреступности. Был известен как профессионал высокого уровня, специалист по работе с источниками информации и внедрению агентуры в криминальные группировки. Получил юридическое образование в Каирском университете, перешёл в Службу госбезопасности.

## Заместитель главы МВД
В начале 1970-х политический режим ОАР был значительно изменён. После смерти президента Насера в сентябре 1970 пост главы государства занял Анвар Садат. Весной-осенью 1971 в ходе Исправительной революции Садат устранил своих политико-идеологических противников из просоветского Авангарда социалистов во главе с Али Сабри. Была проведена определённая политическая либерализация, принята новая Конституция. Название ОАР заменено на АРЕ.
Президент Садат комплектовал госаппарат новыми, преданными ему кадрами. Важное место среди них занимал Мамдух Салем — с 1971 министр внутренних дел, с 1975 — премьер-министр Египта. Заместителем Салема в МВД был назначен Набауи Исмаил. В ведении Исмаила находились органы общественной безопасности. Он был сторонником реформ Садата, в том числе рыночной экономической политики Инфитах. В то же время Исмаил повёл жёсткую борьбу против теневой экономики, спекуляции и «чёрного рынка». Также ему было поручено выявление и ликвидация исламистского террористического подполья.
В январе 1977 в Египте произошли массовые беспорядки. Причиной стало правительственное решение прекратить субсидирование товаров массового спроса, в том числе хлеба. При подавлении протестов погибли десятки людей. Решение, вызвавшее скачок цен на продовольствие, пришлось отменить. Но Садат высоко оценил действия силовых структур. Набауи Исмаил участвовал в подавлении и был отмечен президентом.

## Министр внутренних дел
26 октября 1977 Набауи Исмаил в звании генерал-майора возглавил министерство внутренних дел АРЕ (сменил премьер-министра Салема). Занимал этот пост до конца «эры Садата». За четыре года во главе правительства побывали три премьер-министра: Мамдух Салем, Мустафа Халиль и сам Анвар Садат. На этот период пришлись важные события внутренней и внешней политики — формирование управляемой многопартийности, примирение с Израилем, переход к откровенно антикоммунистическому и антисоветскому курсу, резкая активизация исламистов, репрессивная борьба с террористическим подпольем.
Набауи Исмаил полностью поддерживал курс президента Садата. Министр внутренних дел принадлежал к ближайшему окружению президента. Садат запрашивал мнение Исмаила при принятии важных политических решений. В аппарате правоохраны и госбезопасности Набауи Исмаил являлся ключевой фигурой.
МВД контролировало ход общенациональных голосований. На парламентских выборах 1979 президентская Национально-демократическая партия получила почти 90 % голосов. Референдумы 1978 (о защите национального единства и социального мира), 1979 (о договоре с Израилем и политических реформах) и 1980 (о конституционной реформе) дали властям 98—99 %.
Жёстко преследовались политические противники Садата — от подпольных Египетской компартии и Братьев-мусульман до легальных либералов и левых насеристов. Летом 1980 был раскрыт и обезврежен военный заговор против Садата. Первоначально худшими врагами режима считались коммунисты, но с течением времени основной опасностью сделались исламисты — особенно после Исламской революции в Иране. Соответственно сдвигались оперативные приоритеты МВД. Но при этом Исмаил выражал полное доверие студентам исламского духовного Университета аль-Азхар. Он заявлял, что в этом заведении «не могут воспитать экстремистов и террористов».
Всплеск репрессивной кампании произошёл в сентябре 1981. Под руководством Набауи Исмаила органы МВД арестовали более 1500 человек. Большинство из них принадлежали к исламистскому подполью. Но были среди арестованных такие деятели, как лидер партии Новый Вафд Фуад Серагэддин, Патриарх Александрийский Коптской православной церкви Шенуда III, популярный журналист Мохаммед Хасанейн Хейкаль, оппозиционные интеллектуалы и профсоюзные активисты. Эти действия сделали Набауи Исмаила крайне непопулярным в стране.
Перед военным парадом 6 октября 1981 Набауи Исмаил настоятельно рекомендовал Анвару Садату надеть бронежилет. Однако президент отказался — ссылаясь на волю Аллаха и считая себя «отцом всех египтян», на которого никто в стране не может поднять руки. Во время парада боевики Египетского исламского джихада атаковали трибуну, на которой находился президент. Анвар Садат был смертельно ранен, с ним погибли ещё десять человек. При этом присутствовал и Набауи Исмаил, ставший свидетелем происшедшего.
Убийство Садата стало сигналом к исламистскому мятежу в Асьюте. Боевики захватили полицейское управление, несколько административных объектов. В вооружённых столкновениях с обеих сторон погибли сотни людей. Министр Исмаил лично прибыл в Асьют и руководил подавлением.

## После Садата
Новый президент Хосни Мубарак основательно переформировал правительство и госаппарат в целом. Деятели из ближайшего окружения покойного Садата отстранялись от высших должностей. Это полной мере касалось Набауи Исмаила, с его репутацией, имиджем и массовым отторжением. По словам самого Исмаила, он подал в отставку по своей инициативе — дабы «не быть обузой» для Мубарака. При этом Исмаил считал исламистское движение окончательно разгромленным: после 6 октября были арестованы около 2500 подозреваемых в терроризме — и свою миссию в МВД успешно завершённой.
2 января 1982 Набауи Исмаил покинул МВД. В новом правительстве Ахмеда Фуада Мохиэддина министром внутренних дел стал Хасан Абу Баша, ранее заместитель Исмаила. Несколько месяцев Исмаил оставался вице-премьером, затем был министром по делам местного самоуправления. Однако эти его должности не были связаны с реальной властью. Ещё до конца 1982 года Набауи Исмаил окончательно ушёл в отставку.
Жил частной жизнью в Каире с супругой Фаидой Камель, известной египетской певицей, исполнительницей патриотических песен и депутатом парламента. 13 августа 1987 исламистские террористы предприняли попытку покушения на Исмаила. Был обстрелян балкон в его доме. Но Исмаил находился в комнате и не был ранен. Эта акция увязывалась с покушением на тогдашнего главу МВД Хасана Абу Башу и рассматривалась как месть за репрессии конца 1981 — начала 1982. Покушавшиеся впоследствии были разысканы и осуждены.
Набауи Исмаил работал консультантом по безопасности катарской инвестиционной компании. Общался с прессой, давал политические оценки, отстаивал правоту политики Садата и собственных действий. Подчёркивал, что возглавляемые им органы МВД владели информацией о подготовке убийства Садата, и он с полной серьёзностью предупреждал президента. К Мубараку и его политике относился в целом положительно. Скончался в возрасте 84 лет.